# Eugen Sfetescu
Eugen Sfetescu (ur. w 1907 w Bukareszcie) – rumuński rugbysta, brązowy medalista Igrzysk Olimpijskich 1924 w Paryżu. Młodszy brat innego medalisty olimpijskiego w rugby Mircea Sfetescu.
Eugen Sfetescu zagrał w reprezentacji Rumunii w meczu ze Francją, rozgrywanym w ramach Igrzysk Olimpijskich 1924. Oprócz drugiego meczu w ramach tych rozgrywek ze Stanami Zjednoczonymi, Sfetescu zagrał jeszcze tylko raz – w 1927 z Czechosłowacją.